# Lys Gomis
Lys Gomis (n. 6 octombrie 1989, Cuneo) este un fotbalist senegalezo-italian, care evoluează pe postul de portar la clubul din Lega Pro, US Lecce.

## Viață personală
Gomis este fiul unor imigranți senegalezi din Cuneo, obținând în mod formal cetățenia italiană pe 11 iulie 2012.
Are doi frați mai tineri care evoluează pentru Torino: Alfred și Maurice.